# Kings League
Ne doit pas être confondu avec Kings World Cup Clubs.
La Kings League, ou Kings League InfoJobs pour des raisons de sponsoring, est une compétition de football à sept créée en 2022 par Gerard Piqué en Espagne.

## Historique
Créée par l'ancien footballeur international espagnol Gerard Piqué en 2022, la Kings League rassemble 12 équipes de 12 joueurs, chacune menée par un ancien footballeur ou par une personnalité des réseaux sociaux. Les équipes s'affrontent à partir de 2023 hebdomadairement les dimanches dans un match de deux périodes de 20 minutes.
Le 28 décembre 2022, la ligue change de nom pour inclure le sponsor principal InfoJobs (es), un service espagnol de petites annonces. 
En 2024, l'entrepreneur français Djamel Agaoua est recruté pour prendre la direction générale de la league, dans le but de développer l'expansion mondiale de celle-ci.

### Première saison (2023)
La première saison débute par le Winter Split le 1er janvier 2023 et se termine le 26 mars 2023 par la victoire en finale au Camp Nou d'El Barrio sur l'Aniquiladores FC (3-0).
Le Summer Split commence le 7 mai 2023 et se termine 29 juillet 2023 avec la victoire de xBuyer Team contre les champions du Winter Split, El Barrio (4-4 puis 2-1 aux tirs au but). La finale a lieu au Palais des sports de Madrid.

### Deuxième saison (2024)
Le Winter Split est remporté par le Saiyans FC, grâce à une victoire en finale contre Ultimale Móstoles (4-3) au Palais des sports de Madrid.

## Règlement

### Durée et déroulement d'un match
Les matchs durent 2 mi-temps de 20 minutes, pour un total de 40 minutes, mais le match se découpe en plusieurs périodes bien distinctes.
Le début du match s'effectue en 2 contre 2, 1 joueur de champ avec 1 gardien pour chaque équipe. L'engagement s'effectue avec les joueurs derrière la ligne de but, et la balle est lâchée au centre du terrain depuis une cage située en hauteur. En cas de faux-départ, le ballon est donné à l'autre équipe. Après chaque minute, un nouveau joueur entre sur le terrain pour chaque équipe, passant au 3 contre 3 après 1 minute, au 4 contre 4 après 2 minutes, et ainsi de suite. À la 5ème minute, l'équipe se retrouve au complet, avec 7 joueurs dans chaque équipe.
À la 18ème minute (première mi-temps), le match s'arrête. Un dé est lancé, et le numéro indiqué par le dé représente le nombre de joueurs par équipe qui finira la mi-temps. Un nouvel engagement à lieu à cette occasion.
À la 38ème minute (18ème minute de la seconde mi-temps), le jeu est de nouveau stoppé; si le score est une égalité, alors la règle du but en or s'applique jusqu'à la fin du match, sinon, les buts comptent double jusqu'à la fin du match. Dans les deux cas, la balle est remise en jeu via un nouvel engagement.

### Hors-jeux
Les hors-jeux ne sont sifflés que s'ils ont lieu après la ligne de la surface de réparation. Les hors-jeux n'existent donc pas au centre du terrain.

### Engagements
L'engagement s'effectue avec les joueurs derrière la ligne de but, comme au water polo. Au coup de sifflet, la balle est lâchée au centre du terrain, et les joueurs sont autorisés à entrer en jeu. En cas de faux-départ, le ballon est donné à l'autre équipe.
Après un but, l'engagement diffère, et est identique à celui réalisé dans le football.

### Sanctions/Pénalités
Les cartons jaunes entrainent une exclusion temporaire du joueur du terrain pendant 2 minutes. Cela est similaire à son usage dans le rugby. Les cartons rouges permettent d'exclure un joueur définitivement du match, mais l'équipe peut le remplacer numériquement au bout de 5 minutes de pénalité.

### Pénalty shootout
Le pénalty shootout est inspiré de la manière de départager les équipes lors des matchs de Major League Soccer 1999. Le tireur s'élance du point d'engagement et a 5 secondes pour marquer, sans que la balle ne puisse ni sortir du terrain, ni être touchée par le gardien sans que il y ai but. En cas de manquement, le pénalty est considéré comme échoué.

### Pénalty du président
Au cours du match, les présidents peuvent choisir de tirer un pénalty chacun, comptant pour un but s'il est marqué. Si un président ne veut pas le tirer, il peut désigner un joueur pour prendre sa place. Dans ce cas là, le joueur doit tirer un pénalty shootout. Ce bonus est optionnel, et les présidents s'accordent avant le début du match de sa présence ou non.

### Cartes joker
Les coachs tirent une carte joker avant le début du match. Ce joker peut être activé à n'importe quel moment du match, même si les effets bonus ne sont plus pris en compte après la 38ème minute. Le bonus de la carte sera l'un parmi les suivants,:
- Double Goal Card : les buts de l'équipe comptent doubles pour 4 minutes;
- Sanction Card : l'équipe choisi un joueur adverse à suspendre pour 4 minutes. L'autre équipe joue alors avec un joueur en moins;
- Penalty Shoot Card : l'équipe tire un pénalty;
- Penalty Shootout Card : l'équipe tire un pénalty "shootout";
- Star Player Card : l'équipe désigne un joueur pour qui son prochain but comptera double;
- Joker Card : l'équipe peut choisir n'importe lequel des bonus précédents, ou alors utiliser ce bonus pour supprimer la carte joker adverse.

### Égalité à la fin du temps-réglementaire
En cas d'égalité à la fin du match, une séance de pénalty shootout à lieu. Chaque équipe tire tour à tour 5 pénaltys pour désigner le vainqueur. En cas de nouvelle égalité, chaque équipe retire un pénalty chacune, jusqu'a ce qu'il y ai un vainqueur.

### Autres règles
- Les remplacements peuvent avoir lieu à n'importe quel instant du match, de manière illimité, à partir de la 5ème minute.
- L'arbitre bénéficie de l'assistance vidéo si nécessaire. Il est aussi équipé d'un micro pour expliquer ses décisions.

## Autres compétitions

### Kings World Cup
La Kings World Cup est une compétition ayant lieu au Mexique du 26 mai au 8 juin 2024 dans un format suisse. Elle est présidée par l'ancien footballeur Zlatan Ibrahimović. Au total, 32 équipes sont en lice représentant 18 nations, et 10 de ces équipes sont issues de la Kings League régulière.

### Kings League Américas
À la suite du succès de la Kings League en Espagne, l'organisation décide de créer une compétition en l'Amérique latine sur le même format que la version espagnole[réf. nécessaire].
Ainsi, la Kings League Américas, ou Kings League Santander pour des raisons de sponsoring, voit le jour en février 2024. Les matchs du premier Split ont tous lieu à la KL Arena au Mexique, à l'exception du final four qui prend place en mai au stade Azteca de Mexico. L'équipe uruguayenne de Raniza FC remporte cette première édition.

### Kings League autour du monde
En mai 2024, Gerard Piqué annonce que l'objectif est d'exporter la Kings League dans plusieurs pays de monde : en France, au Royaume-Uni, au Brésil et aux États-Unis. Concernant la France, il affirme vouloir démarrer dès janvier 2025. Pour mettre en œuvre ce développement international, il recrute en octobre 2024 comme directeur général (DG), l'entrepreneur français Djamel Agaoua, ancien DG de Viber et de la NBA Europe.

### Queens League
Outre les compétitions masculines, la Queens League voit le jour avec un premier Split à l'été 2023. Cette version féminine reprend les mêmes équipes que celles engagées en Kings League.

### Kings Cup
Dans la Kings Cup, les équipes sont divisées en deux groupes de six qui s'affrontent pour un total de cinq tours. Les quatre premiers de chaque groupe se qualifient pour les huitièmes de finale des séries éliminatoires. Le final four de la première édition s’est joué au stade de La Rosaleda.

### Kingdom Cup
La Kingdom Cup est un tournoi au format éliminatoire aller-retour dont la première édition a lieu à l'automne 2023. La particularité est que le match aller est disputé par les équipes féminines de la Queens League et le match retour par les équipes masculines de la Kings League.

### Prince Cup
La Prince Cup est un tournoi pour les enfants de 9 à 11 ans mis en place fin 2023. Les équipes sont constituées via un système de sélections via les réseaux sociaux,.

## Critiques

### Format
Javier Tebas, président de la LaLiga, a critiqué la Kings League, la qualifiant de « cirque ». En réponse, Piqué affirme que le football est « dépassé » et qu'il est nécessaire de créer un contenu plus court et plus divertissant pour attirer le jeune public.

### Accusations de corruption
L'arbitre Manuel Titos quitte la compétition après le split hivernal de 2023 et fait une déclaration accusant les organisateurs de la ligue d'avoir tenté d'influencer les décisions d'arbitrage. Lors d'un live, il utilise comme preuve un extrait d'un match dans lequel il connait apparemment de quelle carte secrète une équipe disposait avant de la lui montrer. En réponse, le président de l'équipe Kunisports, Sergio Agüero, défend la compétition dans une interview en direct avec le président du Porcinos FC, Ibai Llanos, affirmant que Titos avait eu des problèmes avec des membres anonymes de l'organisation de la ligue.